# Ukrán ortodox egyház

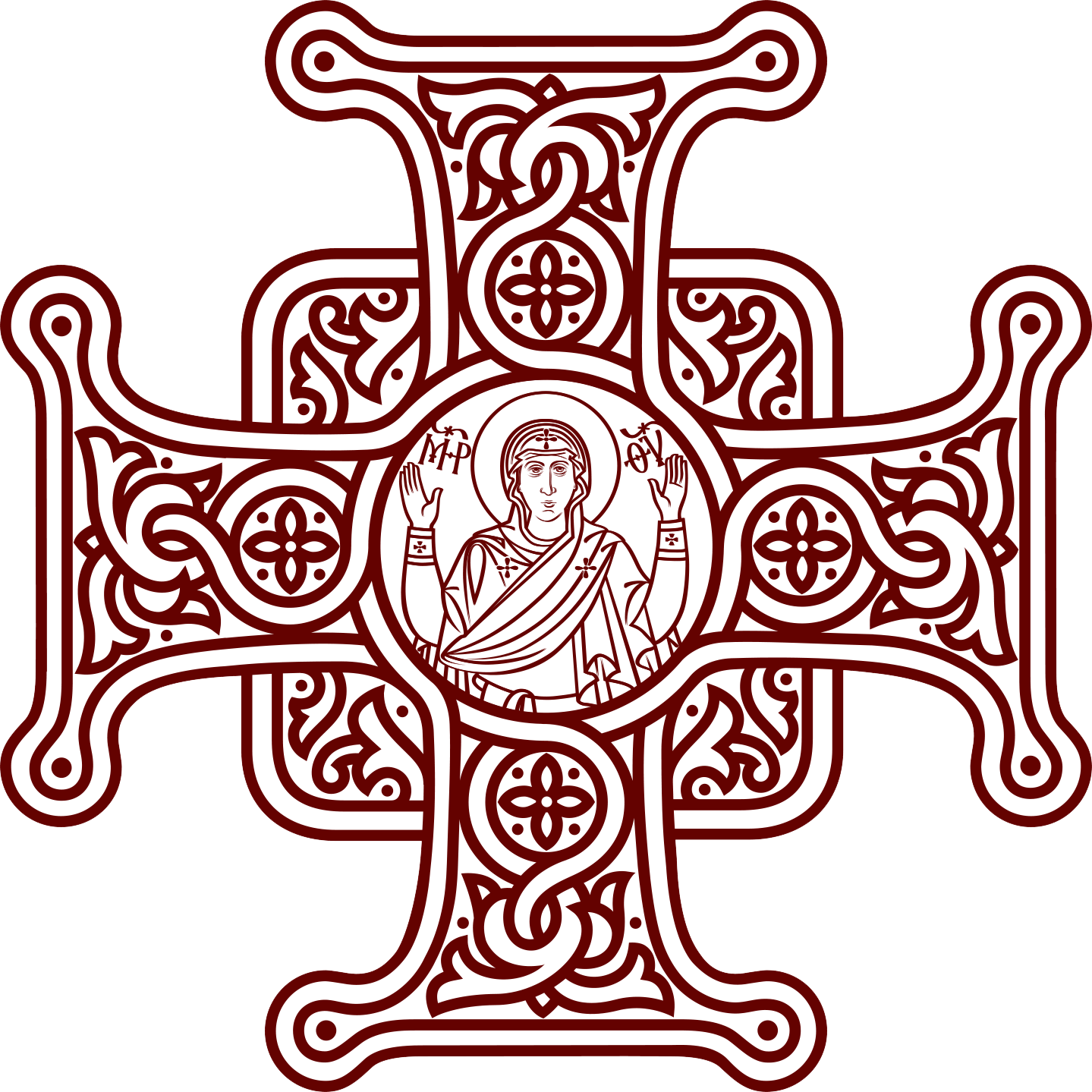

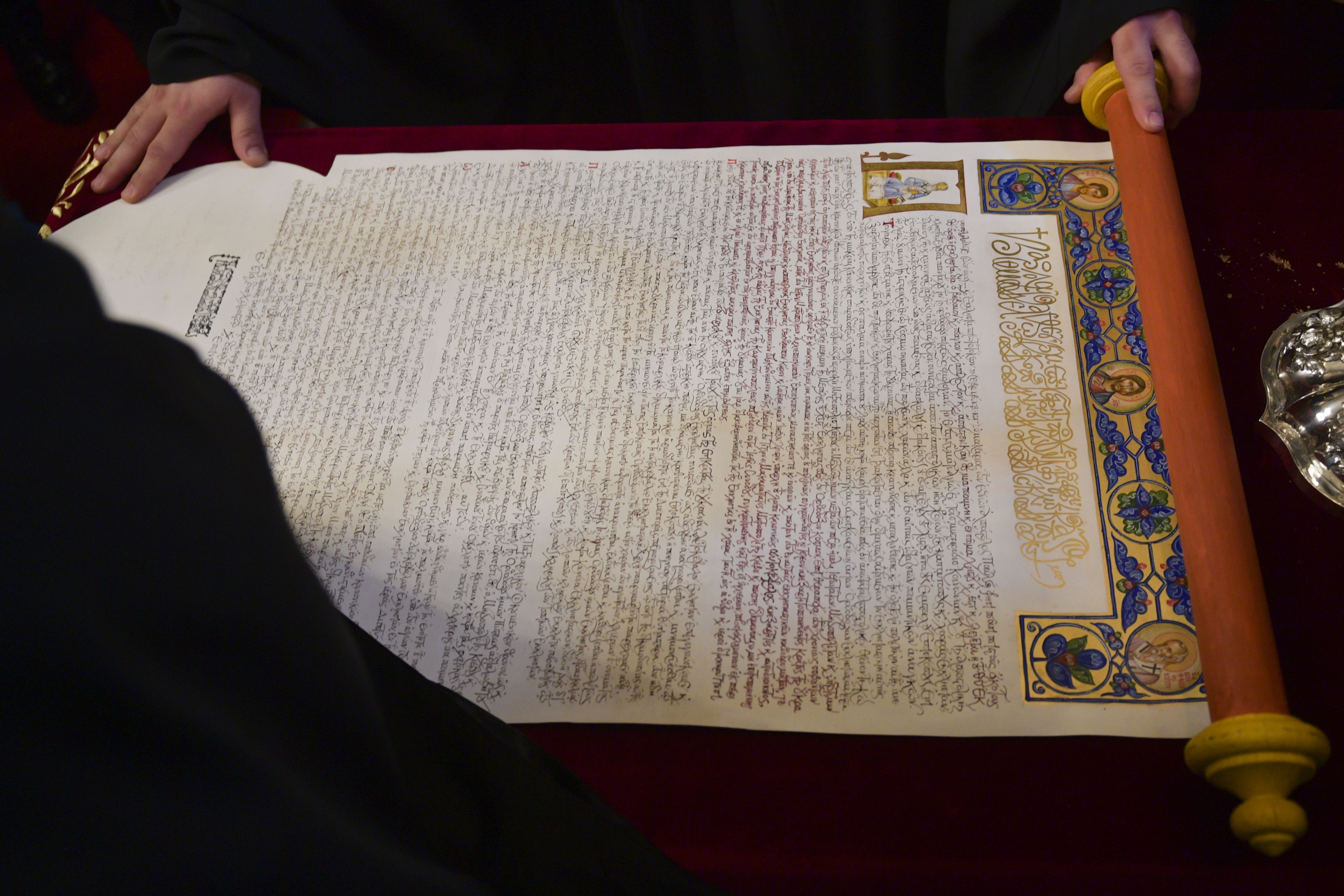
Az ukrán ortodox egyház autkefáliáját elismerő tomosz

Az ukrán ortodox egyház (ukránul: Православна церква України, görögül: Ορθόδοξη Εκκλησία της Ουκρανίας) az ortodox kereszténységet követő egyház, melynek fennhatósága Ukrajna területére terjed ki. Az egyház a 2018. december 15-én Kijevben, a Szent Mihály-székesegyházban megtartott egyesítő zsinaton jött létre a az ukrán ortodox egyház kijevi patriarchátusa, az ukrán autokefál ortodox egyház, valamint a moszkvai patriarchátus egy részének egyesülésével. Az egyház élén a Kijev és egész Ukrajna metropolitája címet viselő egyházi vezető áll. Erre a posztra az egyesítő zsinaton Epifanyij korábbi perejaszlavi és Bila Cerkva-i metropolitát választották meg. I. Bertalan, a Konstantinápolyi Ökumenikus Patriarchátus pátriárkája 2019. január 5-én ismerte el az ukrán ortodox egyház önállóságát. Az egyház az ortodox egyházak hierarchiájában a 15. helyet foglalja el.
2023. május 24-én a Püspöki Tanács úgy határoz, hogy teljesen áttér a felülvizsgált Julianus-naptárra, és ez az átállás 2023. szeptember 1-jén fog megtörténni. Döntés született arról is, hogy 2023. július 27-én összehívják a Helyi Tanácsot, amely végül jóváhagyja az áttérést a javított julián naptárra.

## Tisztségviselői

### Vezetője
Az egyház élén a Kijev és egész Ukrajna metropolitája címet viselő egyházi személy áll. Ezt a posztot a 2018. december 15-i egyesítő zsinaton hozták létre, és ennek betöltésére ugyanott Epifanyij metropolitát választották meg.

### Szent szinódus
Az ukrán pravoszláv egyház Szent Szinódusa 13 egyházi vezetőből áll. Közülük három fő állandó tagja a testületnek, akik életük végéig töltik be a tisztséget. Az állandó tagok Filaret pátriárka, a kijevi patriatchátus korábbi vezetője, Makarij metropolita, az ukrán autokefál pravoszláv egyház volt vezetője, valamint a korábban a moszkvai patriarchátushoz tartozó Szimeon vinnicjai metropolita. A szent szinódus többi helyét féléves rotációban töltik be a tagjai.